# Helena Zvolenská
Helena Zvolenská (* 24. ledna 1939 Bratislava) je československá hráčka basketbalu. Je vysoká 191 cm. Je zařazena na čestné listině zasloužilých mistrů sportu.

## Sportovní kariéra
Za basketbalové reprezentační družstvo Československa v letech 1961 až 1968 hrála celkem 133 utkání a má podíl na dosažených sportovních výsledcích. Zúčastnila se Mistrovství světa 1964 v Peru - 2. místo, 1967 v Praze - 3. místo a tří Mistrovství Evropy 1962, 1966, 1968, na nichž získala čtyři medaile - stříbrnou a bronzovou medaili za druhé a třetí místo na MS, dvě stříbrné medaile na druhá místa na ME.
V československé basketbalové lize žen hrála celkem 14 sezón (1958-1973) za družstvo Lokomotiva Bratislava, s nímž získala v ligové soutěži tři tituly vicemistra Československa (1962, 1968, 1969), čtyřikrát třetí místo (1963, 1965, 1966, 1970) a dvakrát čtvrté místo (1960, 1972). V sezóně 1967/68 byla vybrána do All-Stars - nejlepší pětice hráček československé ligy. Je na 14. místě v dlouhodobé tabulce střelkyň československé ligy žen za období 1963-1993 s počtem 3597 bodů.  

## Sportovní statistiky

### Kluby
- 1958-1973 Lokomotiva Bratislava, celkem 14 sezón a 7 medailových umístění: 3x vicemistryně Československa (1962, 1968, 1969), 4x 3. místo (1963, 1965, 1966, 1970), 2x 4. místo (1960, 1972), 5x 5. místo (1959, 1961, 1964, 1967, 1971)
- 1968: All Stars - nejlepší pětka hráček ligy - zařazena 1x: 1967/68

### Československo
- Mistrovství světa: 1964 Peru (18 bodů /6 zápasů) 2. místo, 1967 Praha (36 /6) 3. místo
- Mistrovství Evropy: 1962 Mulhouse, Francie (38 /6) 2. místo, 1966 Kluž, Rumunsko (54 /7) 2. místo, 1968 Messina, Itálie (8 /4) 9. místo, celkem na třech ME 100 bodů a 17 zápasů
- 1961-1968 celkem 133 mezistátních zápasů, na MS a ME celkem 154 bodů v 29 zápasech
- Titul zasloužilá mistryně sportu